# Dourtenga
Dourtenga  là một tổng thuộc  tỉnh Joulpélogo ở phía đông Burkina Faso. Thủ phủ là thị xã Dourtenga. Theo điều tra dân số năm 1996, tổng này có tổng dân số 8.693 người .

## Các thị xã và làng xã

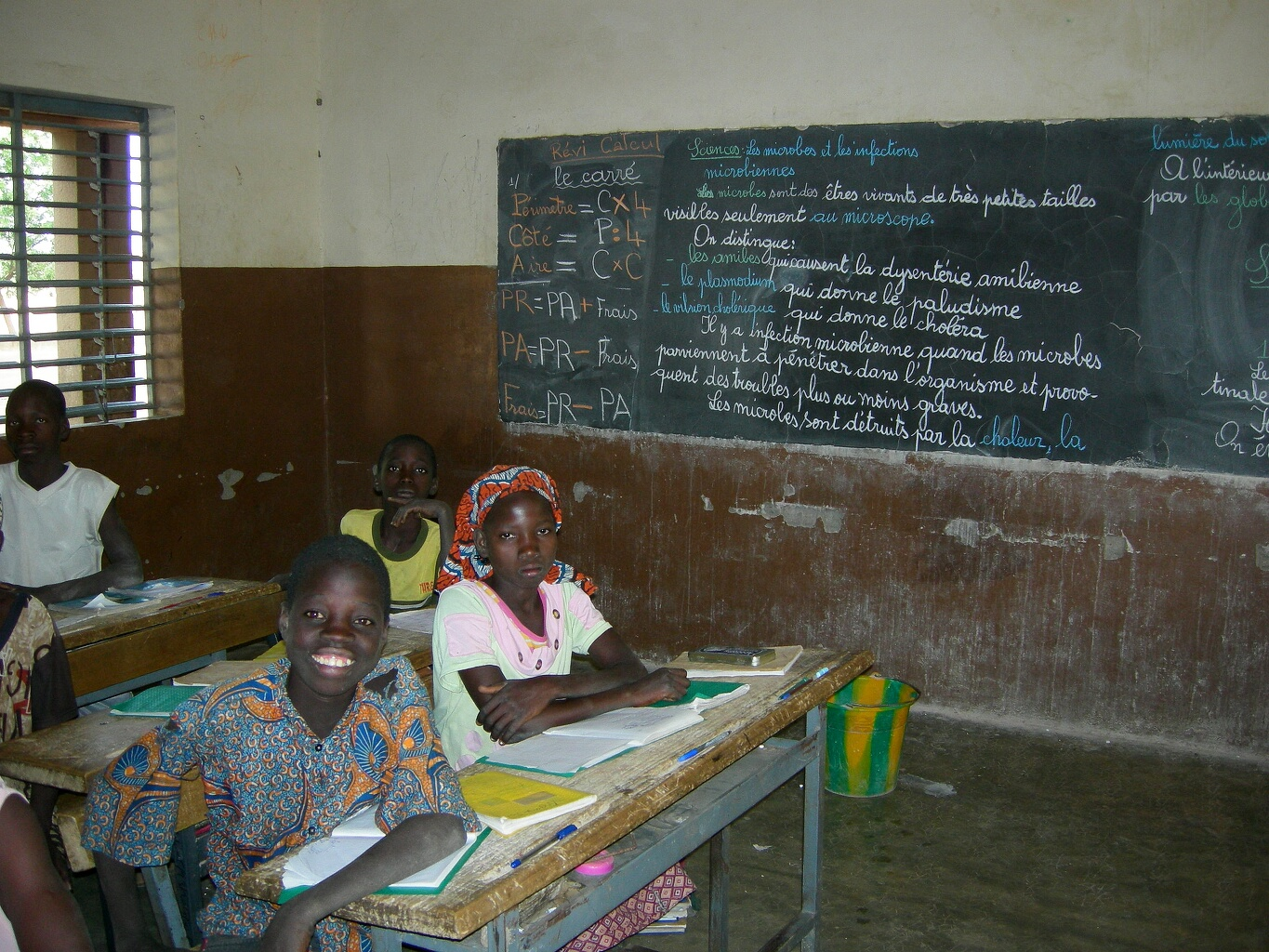
Trường học ở Dourtenga

- Dourtenga (3 276 dân) (thủ phủ)
- Gogo (578 dân)
- Gorin (406 dân)
- Kangretenga (617 dân)
- Kanle (267 dân)
- Katoulbere (831 dân)
- Niondin (473 dân)
- Sougoudin (1 039 dân)
- Tangoko (505 dân)
- Yambili (316 dân)
- Youmtenga (66 dân)
- Zergoama (319 dân)